# قرآن‌سوزی ۲۰۲۳ در سوئد
در ۲۸ ژوئن ۲۰۲۳، سلوان مومیکا در جریان تظاهراتی که توسط پلیس در خارج از مسجد استکهلم در سوئد برگزار شد، صفحات قرآن را پاره کرد و به آتش کشید که منجر به اعتراضات متقابل در سراسر جهان اسلام شد. مومیکا یک مرد آرامی ۳۷ ساله است که در سال ۲۰۱۸ پس از فرار از عراق به سوئد نقل مکان کرده بود. در ۲۰ ژوئیه ۲۰۲۳، مومیکا دوباره در استکهلم نسبت به قرآن بی‌حرمتی کرد، که منجر به اعتراضات و حملات، از جمله آتش زدن سفارت سوئد در بغداد شد در حالی که اعتراضات در مقابل آن سفارت از یک روز قبل شروع شده بود. عراق همچنین در واکنش به این حادثه کلیه روابط دیپلماتیک و تجاری‌اش با سوئد را قطع کرد. در ۲۲ ژوئیه، سید علی خامنه‌ای، رهبر جمهوری اسلامی ایران، گفت که «سوئد برای جنگ با جهان اسلام وارد صف جنگ شده است».

## حوادث قبلی
از سال ۲۰۲۰، راسموس پالودان، فعال و سیاستمدار دانمارکی-سوئدی، سوزاندن قرآن را در چندین شهر سوئد برنامه‌ریزی و سازماندهی کرد. این امر منجر به شورش‌های متعددی در شهرهای سوئد علیه هتک حرمت‌های برنامه‌ریزی شده و واقعی شد، به ویژه شورش‌های ۲۰۲۰ سوئد و شورش‌های ۲۰۲۲ سوئد، و همچنین محکومیت‌ها و اعتراض‌های دیپلماتیک کشورهایی از جمله عربستان سعودی، عراق و ایران.

## حادثه
سلوان مومیکا، پناهجوی ۳۷ ساله عراقی، در حالی که سرود ملی ای قدیمی، ای آزاد از بلندگوها پخش می‌شد، در پشت صف افسران پلیس در بیرون مسجد استکهلم ظاهر شد و دو پرچم سوئد را در دست داشت. او در حالی که ایرپادهای سفید به گوش داشت و سیگار می‌کشید، مبادرت به پاره کردن و آتش زدن قرآن کرد. یکی از مخالفان این اقدام قصد داشت چیزی به سمت مومیکا پرتاب کند که دستگیر شد. مومیکا که برای ممنوعیت قرآن در سوئد تلاش می‌کند، تکه‌ای بیکن را نیز بر قرآن گذاشت و با پای خود شروع به کوبیدن آن کرد. مرد دیگری که او را همراهی می‌کرد با استفاده از یک مگافون برای جمعیت صحبت کرد.

## اعتراضات
تظاهراتی در واکنش به هتک حرمت قرآن در سوئد برگزار شد. دو تظاهرات جداگانه در مقابل باشگاه مطبوعات کراچی در ۲ ژوئیه ۲۰۲۳ در محکومیت آتش زدن برگزار شد. در اسلام‌آباد پاکستان، مأموران پلیس از راهپیمایی طرفداران یک گروه مذهبی موسوم به «جماعت اسلامی» به سمت سفارت سوئد در حین تجمع جلوگیری کردند.
در عراق، در ۲۹ ژوئن، معترضان به سفارت سوئد در بغداد هجوم بردند و برای مدت کوتاهی وارد ساختمان شدند. در ۱۹ ژوئیه، پس از برنامه‌ریزی دیگری که برای قرآن سوزی برنامه‌ریزی شده بود، سفارت سوئد در بغداد توسط معترضان مورد حمله قرار گرفت و به آتش کشیده شد، در همین حال عراق از سفیر سوئد خواست خاک عراق را ترک کند و روابط خود را با سوئد قطع کرد و تجارت با سوئد را نیز در عراق ممنوع کرد.
در واکنش به هتک حرمت‌ها، شبه نظامیان عراقی اصحاب الکهف که در بغداد نیز فعال هستند، تهدیداتی را در تلگرام منتشر کردند و خواستار ضربه به منافع سوئد شدند.

## واکنش‌ها
مقامات کشورها و سازمان‌های مختلف از جمله سوئد، اتحادیه اروپا، سازمان ملل متحد و پاپ این حادثه را محکوم کرده‌اند.
- رجب طیب اردوغان رئیس‌جمهور ترکیه با انتقاد شدید از سوئد به دلیل اجازه وقوع این حادثه، اظهار داشت که آنکارا هیچ گونه سیاست تحریک آمیز یا تهدیدی را تحمل نخواهد کرد. وی گفت: ما به مستکبران غربی یاد خواهیم داد که توهین به ارزش‌های مقدس مسلمانان آزادی بیان نیست.[۶] در اواخر ژوئیه ۲۰۲۳، ترکیه حکم بازداشت رسمی راسموس پالودان و ۹ نفر دیگر را به دلیل اینکه بخشی از هتک حرمت به قرآن بود، صادر کرد.[۱۴]
- مراکش به‌عنوان اعتراض بیشتر، سفیر خود از سوئد برای مدت نامحدود فراخواند.[۶]
- ایالات متحده مخالفت خود را با این آتش زدن ابراز کرد، اما همچنین اعلام کرد که اعطای مجوز برای تظاهرات از آزادی بیان حمایت می‌کند.[۶]
- سید علی خامنه‌ای، رهبر جمهوری اسلامی ایران، خواستار اعدام سلوان مومیکا شد.[۱۵] وزارت اطلاعات در ایران در ۱۰ ژوئیه گزارش کرد که مومیکا از سال ۲۰۱۹ به موساد وابسته بوده است.[۱۶]
- امارت اسلامی افغانستان تمامی فعالیت‌های سوئدی‌ها در افغانستان را که شامل گروه‌های امدادگر سوئدی نیز می‌شود، به حالت تعلیق درآورد و گفت که این ممنوعیت تا زمانی که سوئد از اقدامات آنها عذرخواهی نکند، فعال خواهد بود.[۱۷]
- در ۲۰ ژوئیه، عراق سفیر سوئد را در پاسخ به برنامه‌ریزی دیگری برای سوزاندن قرآن در استکهلم اخراج کرد.[۱۰]
- عربستان سعودی سفیر سوئد را احضار کرده و مراتب اعتراض و خشم خود را اعلام کرد.